# Otto IV van Anhalt
Otto IV van Anhalt († 1 mei 1415) was van 1404 tot 1415 vorst van Anhalt-Bernburg. Hij behoorde tot het huis Ascaniërs.

## Levensloop
Otto IV was de tweede zoon van vorst Otto III van Anhalt-Bernburg en diens eerste echtgenote wier identiteit onbekend is gebleven.
In 1404 volgde hij zijn vader op als vorst van Anhalt-Bernburg. Hierbij werden de erfrechten van zijn oudere broer Bernhard VI omzeild. Otto werd echter verplicht om gezamenlijk met zijn neef Bernhard V die als zoon van Hendrik IV de oudste rechten bezat, te regeren.
In 1415 stierf Otto IV ongehuwd en kinderloos, waarna Bernhard V als enige vorst van Anhalt-Bernburg optrad. Na diens dood in 1420 kon Otto's oudere broer Bernhard VI bezit nemen over het vorstendom Anhalt-Bernburg.